# N120 (België)
De N120 is een gewestweg in de Belgische provincie Antwerpen. De weg verbindt de R10 in Antwerpen met de N112 in Wijnegem. De lengte van de N120 bedraagt ongeveer 6 kilometer.
De N120 is een belangrijke invalsweg voor de stad Antwerpen. Tussen de N12 in Wijnegem en de R10 Binnensingel is de weg uitgevoerd met 2x2 rijstroken met middenberm.
Het kruispunt N120 Bisschoppenhoflaan met N130 Merksemsesteenweg en Lakborslei in Deurne was gecatalogeerd als een van de gevaarlijke zwarte punten.
Het Agentschap Wegen en Verkeer legt vanaf april 2024 dit kruispunt conflictvrij aen,  waardoor rechtdoorrijdende fietsers en rechtsafslaand autoverkeer apart groen krijgen, tegen dodehoekongevallen.
De Merksemsesteenweg ten zuiden wordt afgekoppeld van dit kruispunt